# تقاليد مزيفة

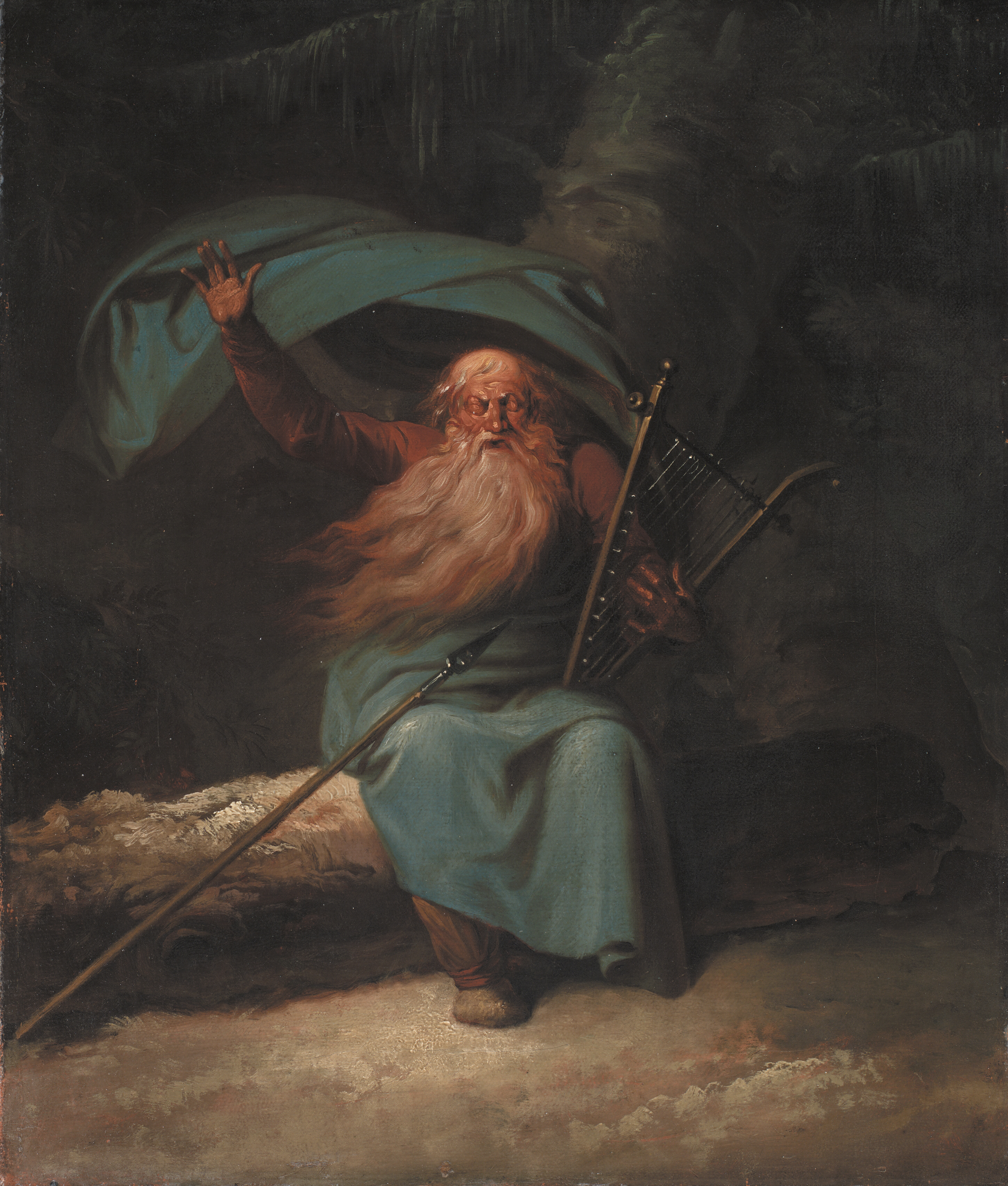
تقاليد مزيفة

التقاليد المزيفة أو التقاليد الشعبية الزائفة، (بالإنجليزية: Fakelore)‏، غير صحيحة، حيث أن الفولكلور المصنّع، معروض كما لو أنه تقليدا شعبيا. يمكن أن يشير المصطلح إلى قصص جديدة أو أغاني مكونة، أو إلى الفولكلور المعاد صياغته، وتعديله حسب الأذواق الحديثة. عنصر التحريف هو المركزية. الفنانون الذين يعتمدون على القصص التقليدية في أعمالهم، لا ينتجون فاكيلوري إلا إذا كانوا يدعون أن إبداعاتهم هي فولكلور حقيقي. خلال العقود القليلة الماضية، انخفض المصطلح بشكل عام في الدراسات الفولكلورية لأنه يركز على الأصل، بدلاً من الممارسة المستمرة لتحديد الأصالة.
مصطلح تقاليد مزيفة، صيغ في عام 1950 من قبل الفولكلوري الأمريكي ريتشارد م. دورسون. تضمنت أمثلة دورسون راعي البقر الخيالي بيكوس بيل، الذي تم تقديمه كبطل شعبي للغرب الأمريكي، ولكن تم اختراعه فعليًا من قِبل الكاتب إدوارد س. أورايلي عام 1923.
كما اعتبر دورسون بول بونيان تقليد زائف. على الرغم من أن بونيان نشأ كشخصية في الحكايات التقليدية التي رواها الحطابين في منطقة البحيرات العظمى في أمريكا الشمالية، إلا أن جيمس ستيفنز، وهو كاتب إعلان يعمل لدى شركة «النهر الأحمر»، اخترع العديد من القصص المعروفة عنه اليوم. وفقًا لدورسون، حوّل المُعلنون والناشرون بونيان إلى «بطل شعبي زائف، للثقافة الجماهيرية في القرن العشرين» لم يكن يشبه إلى حد كبير الشخصية الأصلية.